# Rezoluce Rady bezpečnosti OSN č. 672
Rezoluce Rady bezpečnosti OSN č. 672, kterou Rada bezpečnosti OSN jednomyslně schválila 12. října 1990, potvrzuje rezoluce 476 (1980) a 478 (1980) a vyjadřuje znepokojení nad násilím na svatých místech v Jeruzalémě, ke kterému došlo 8. října 1990, a které vedlo ke smrti 20 palestinských Arabů a zranění dalších 150, včetně palestinských civilistů a dalších věřících.
Rada bezpečnosti odsoudila akce izraelských bezpečnostních sil a vyzvala Izrael, aby dostál svým závazkům dle čtvrté Ženevské úmluvy. Tato rezoluce rovněž schválila misi, která měla být vyslána do oblasti za účelem vyšetření incidentu, a do konce října 1990 měla podat zprávu.
Izrael rezoluci odmítl s odůvodněním, že nevěnuje pozornost útokům na židovské věřící u Západní zdi.